# Eric André
Eric André (Charleroi, 18 januari 1955 - Ukkel, 28 juli 2005) was een Belgisch politicus van de PRL en de MR.

## Levensloop
Hij begon zijn politieke carrière in 1985 als kabinetschef van toenmalig federaal minister François-Xavier de Donnéa en bleef dit tot in 1988.
Van 1989 tot aan zijn dood zetelde André in het Brussels Hoofdstedelijk Parlement en van 1995 tot 2000 was hij staatssecretaris in de Brusselse Hoofdstedelijke Regering. Van 1995 tot 1999 was hij staatssecretaris van Openbare Werken in de Regering-Picqué II en van 1999 tot 2000 staatssecretaris van Ruimtelijke Ordening, Erfgoed van de Taxi's in de Regering-Simonet I onder leiding van zijn partijgenoot Jacques Simonet.
Vanaf 1988 was hij gemeenteraadslid van Ukkel. Na de gemeenteraadsverkiezingen in 2000 vocht hij een bitse strijd uit met partijgenoot Stéphane de Lobkowicz om het burgemeesterschap van de gemeente. Hoewel Lobkowicz meer stemmen achter zijn naam had, kreeg André de steun van de gemeenteraad. Uiteindelijk werd Claude Desmedt burgemeester van de gemeente met Andrés steun.
Van 2003 tot aan zijn dood was hij schepen van Financiën en Religies in Ukkel. In 2004 werd hij echter door een hersentumor verplicht om wat minder aan politiek te doen. Eén jaar later overleed hij aan de gevolgen van die ziekte.